# 엔트

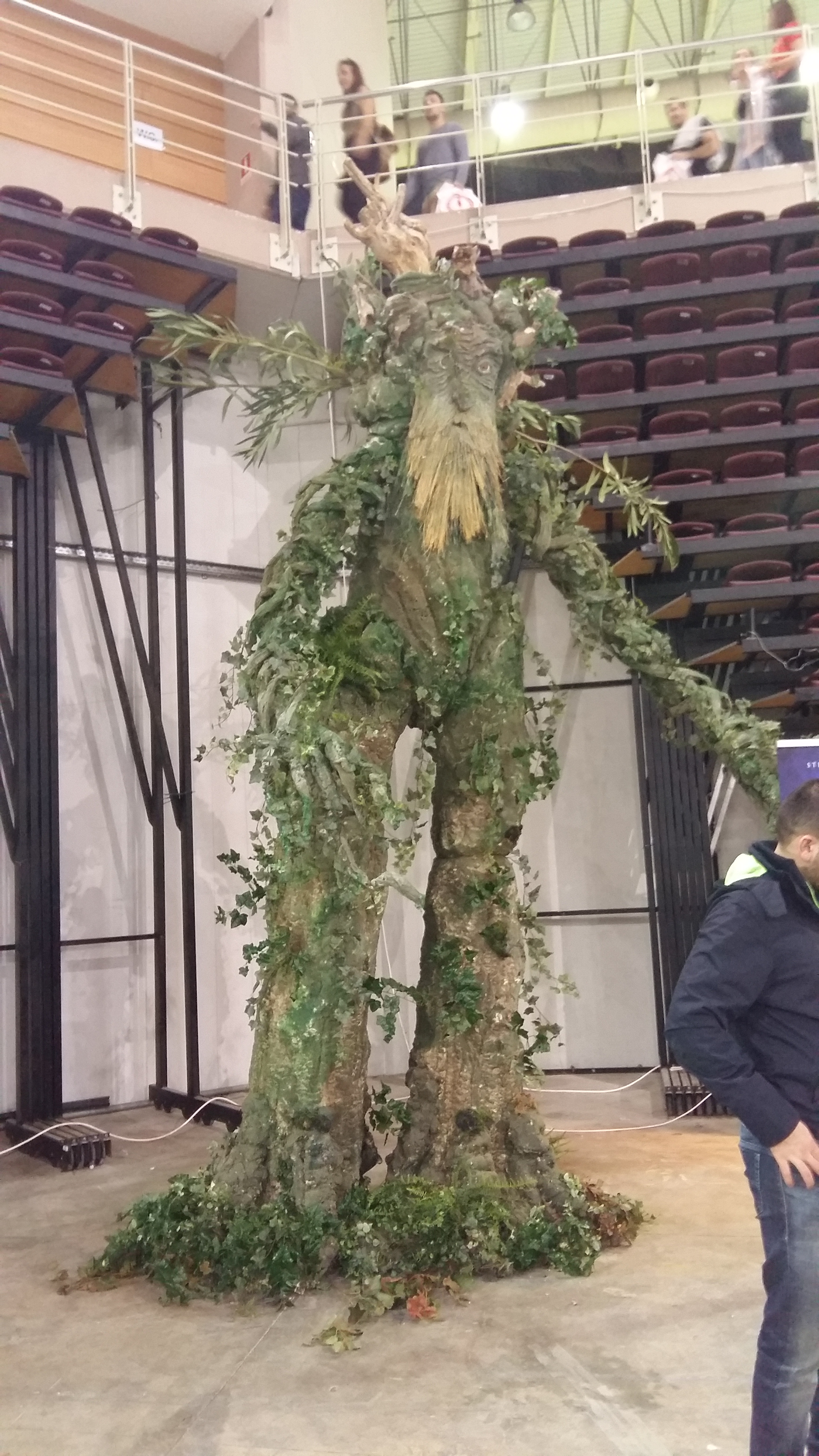
영화속 엔트를 본 뜬 모형

엔트(Ent)는 J. R. R. 톨킨의 가운데땅을 무대로 한 소설 「반지의 제왕」과 「실마릴리온」에 등장하는 나무 형태의 거인 종족이다. 이들은 풀과 나무를 지키는 나무의 목자이다. 이들은 같은 종족이어도 개개의 형체는 다양한 종류의 수목을 생각나게 하는 모습을 하고 있다. 신다린으로는 오노드림(Onodrim)이며, 엔트는 로한어로 거인을 의미하는 말이다.

## 개요
발라 아울레에 의해서 난쟁이가 창조되었을 때, 그의 아내이자 식물과 생명을 다스리는 야반나는 그녀의 식물들이 일루바타르의 자손들이나 난쟁이에 의해 훼손될 것을 생각하며 슬퍼했다. 야반나는 스스로를 보호할 수단이 없는 오르바르(식물) 중에서도 특히 성장이 느린 수목들을 지킬 존재를 원한다고 만웨에 호소했다. 이에 만웨가 에루 일루바타르에게 탄원하여 가운데땅에 나무의 목자 엔트가 창조되었다. 닮은 종족, 또는 동족으로 후오른 등이 존재한다.
엔트는 숲을 돌아 다니면서 외부의 존재가 숲에 들어오는 것을 막거나, 나무들에게 그 방법을 가르치는 일 외에 풀무사리나 파종 등을 통해 식물들을 돌보았다. 성격은 안달내지 않는 성격이었으며, 결단을 내릴 때에는 신중했다. 중대한 일에 대해서는 토론회를 열어 결정했지만, 이것도 그렇게 자주 행해지는 것은 아니었다. 또 숲이나 스스로의 종족의 존망에 관련되지 않는 한은, 전쟁은 인간이나 요정, 마법사들의 영역으로 취급하였기 때문에 관여하지 않았다. 그들이 관여했다고 전해지는 것으로는 제1시대에 베렌과 루시엔을 도와 도리아스를 약탈한 난쟁이를 소탕한 일이나, 제3시대의 아이센가드의 전투 뿐이다. 또 직접 관여한 것은 아니지만 간달프의 의뢰로 후오른을 파견하는 것으로 나팔산성 전투에 관여했다.
원래 분노하는 일을 좋아하지 않고, 화가 나더라도 참아버리는 것이 일반적이지만, 한 번 힘을 발휘하면 트롤보다 훨씬 강하고, 견고한 바위도 손쉽게 부수는 힘을 가지고 있어 아이센가드 전투에서 그들의 힘은 유감없이 발휘되었다. 화살도 독도 효과가 없기 때문에, 엔트에 깊은 상처를 입게 하려면 도끼질을 하든지, 불을 지르는 정도 밖에 방법이 없고, 넘어뜨리는 것 또한 어려웠다. 실제로 사루만은 기계장치를 이용해 엔트들을 불살라 버리려 했으나 엔트들을 더욱 격앙시키는 것 꼴밖에 안됐다.

## 엔트 부인
엔트에게는 반려가 되는 엔트 부인(Entwife)이 있었다. 태고에는 엔트와 짝을 맺었지만, 점차 가치관의 차이가 발생해 따로 따로 살게 되었다. 엔트들이 거대한 나무들을 사랑해서 나무들에게 말을 걸며 숲을 걷는 것을 좋아한 것에 비해, 엔트 부인들은 숲보다는 작은 풀꽃이나 작물에 관심을 가져 그것을 기르는 것을 바랬기 때문이다.
북쪽에서의 위협이 다가올 때 엔트 부인들은 팡고른 숲을 나와 동쪽을 향했고, 제3시대에는 갈색 지대로 불리게 될 곳 근처에 새롭게 뜰을 만들어 밭을 경작했다. 그리고 곡물이나 과일을 재배해, 평화로운 시대에는 인간들에게도 그 방법을 가르친 듯하다. 그러나 제2시대 말 이 지역이 다고를라드의 전투에 휘말려 들어 황폐해졌고, 엔트 부인의 행방도 묘연해졌다. 그 때문에 엔트는 증가하지 않게 되었다.

## 식사
엔트는 물만 먹고 살았고, 그들이 사는 곳에는 반드시 물을 마실 만한 곳이 있었다. 그들이 만드는 엔트주스에는 공복을 채우는 것 외에도 성장을 재촉하는 효용이 있어서 이것을 마신 호빗인 메리와 피핀은 호빗의 사상 최고 기록을 달성할 정도로 키가 커졌다.

## 엔트의 언어
나무수염의 말에 따르면 엔트에게 말을 가르친 것은 엘다르다. 그러나 엔트들 본인은 엘다르에게서 이야기를 하고 싶은 욕구를 배웠다고 생각하고 있다. 그렇게 탄생한 엔트들의 언어는 다른 어떤 언어와도 잘 어울리지 않았고, 오로지 엔트끼리의 회화에서만 사용되었다. 엔트어는 교착어로 반복도 많아, 모음이 미묘하고 다양한 변화와 음조나 음량의 틀림에 따라 성립되고 있었기 때문에, 다른 종족들은 습득할 수 없었다. 한편 엔트들은 뛰어난 언어습득력을 가졌기 때문에 한 번 배우면 잊지 않았다. 그들은 요정의 두 언어 신다린과 퀘냐를 좋아했고, 특히 퀘냐를 사랑했다.
엔트의 이름은 태어나고 나서의 이력을 늘어 놓은 것이며, 스스로의 태생을 밝히는 역할 또한 한다. 그래서 나무수염이 처음 두 명의 호빗을 만났을 때, 스스로의 이름을 밝히는 것에 대해 신중한 모습을 보였다. 또 호빗들에게 잘 모르는 상대에게 진짜 이름을 밝히는 것에 대해 조심성이 부족하다고 나무랐다.

## 그 외의 작품
- TRPG 「브레이드 오브 알가나」에서는 수인으로 불려 아이히만(과자인)과 브헤만(브나인)으로 나뉜다.
- TRPG 「소드 월드 RPG」에서는 숲을 맡는 상위 정령으로서 등장한다.
- MMORPG 「리니지」에는 「엘프의 숲」의 수호자로서 등장한다.
- TRPG 「던전 앤 드래곤」에서는 판권상의 형편으로부터 「트렌트」라는 호칭이 이용되어 후발의 판타지 작품(주로 컴퓨터 게임)에서도 이것은 많이 이용되고 있다.
- MMORPG 「REDSTONE」에는 대지에 속하는 신수로서 등장한다. 그 밖에도 하위종으로서 트렌트 등도 존재한다. 이쪽도 엘프와 관계가 깊고, 오랜 세월 서로 협력하고 숲을 지켜 왔다고 한다.
- RPG 「캐슬바니아」에서는 트렌트라는 이름으로 불려 고목에 사악한 의사가 머물어, 움직이기 시작한 마귀로서 등장한다.